# Artjom Bezrodny
Artem Anatolijovytsj Bezrodnyj of Artjom Anatoljevitsj Bezrodny (Soemy, 10 februari 1979 – aldaar, 13 september 2016) was een Oekraïens-Russisch voetballer die als middenvelder speelde.

## Clubcarrière
Bezrodny die in 1995 de Russische nationaliteit verkreeg, begon bij Spartak Moskou waar hij vooral doorbrak in het tweede team. Na een korte periode op huurbasis in Duitsland waar hij bij het tweede team van Bayer Leverkusen speelde, werd hij een vaste waarde in het eerste team van Spartak. In 2003 stopte hij vanwege een blessure en ging bij een lokaal team in de regionale competitie rond Soemy spelen. In 2005 kwam Bezrodny nog kortstondig uit voor het Azerbeidzjaanse MTZ-Araz. Hierna vestigde hij zich met zijn gezin in Soemy waar hij nog voor verschillende lokale amateurteams speelde. Vanwege zijn Russische paspoort moest hij eens in de drie maanden in Rusland komen en stond hij ook ingeschreven in de gemeente Sergiev Posad, oblast Moskou. Bezrodny overleed in 2016 op 37-jarige leeftijd, nadat hij tijdens het joggen een hartaanval kreeg.

## Interlandcarrière
Hij speelde zes wedstrijden voor het Russisch olympisch voetbalelftal, waarbij hij drie doelpunten maakte. Op 8 september 1999 speelde Bezrodny zijn enige wedstrijd voor het Russisch voetbalelftal in de EK-kwalificatiewedstrijd in en tegen Andorra (1-2). Hij viel na 65 minuten in voor Dmitri Chochlov.

## Erelijst
- Premjer-Liga: 1999, 2000, 2001
- Russische voetbalbeker: 2003
- Oekraïens junior van het jaar 1994, categorie middenvelders
- derde plaats beste 33 spelers Russische competitie 1999/2000